# Zelotibia
Zelotibia Russell-Smith & Murphy, 2005 è un genere di ragni appartenente alla famiglia Gnaphosidae.

## Distribuzione
Le 22 specie note di questo genere sono state reperite in Africa centrale.

## Tassonomia
Le caratteristiche fisiche di questo genere sono state determinate dall'analisi degli esemplari tipo di Z. mitella Russell-Smith & Murphy, 2005.
Non sono stati esaminati esemplari di questo genere dal 2009.
Attualmente, a febbraio 2016, si compone di 22 specie:
1. Zelotibia acicula Russell-Smith & Murphy, 2005 — Repubblica Democratica del Congo
2. Zelotibia angelica Nzigidahera & Jocqué, 2009 — Burundi
3. Zelotibia bicornuta Russell-Smith & Murphy, 2005 — Tanzania
4. Zelotibia cultella Russell-Smith & Murphy, 2005 — Repubblica Democratica del Congo
5. Zelotibia curvifemur Nzigidahera & Jocqué, 2009 — Burundi
6. Zelotibia dolabra Russell-Smith & Murphy, 2005 — Repubblica Democratica del Congo
7. Zelotibia filiformis Russell-Smith & Murphy, 2005 — Repubblica Democratica del Congo, Burundi
8. Zelotibia flexuosa Russell-Smith & Murphy, 2005 — Repubblica Democratica del Congo, Ruanda
9. Zelotibia fosseyae Nzigidahera & Jocqué, 2009 — Burundi
10. Zelotibia johntony Nzigidahera & Jocqué, 2009 — Burundi
11. Zelotibia kaibos Russell-Smith & Murphy, 2005 — Kenya
12. Zelotibia kanama Nzigidahera & Jocqué, 2009 — Ruanda
13. Zelotibia kibira Nzigidahera & Jocqué, 2009 — Burundi
14. Zelotibia lejeunei Nzigidahera & Jocqué, 2009 — Repubblica Democratica del Congo
15. Zelotibia major Russell-Smith & Murphy, 2005 — Burundi
16. Zelotibia mitella Russell-Smith & Murphy, 2005[2] — Repubblica Democratica del Congo
17. Zelotibia papillata Russell-Smith & Murphy, 2005 — Repubblica Democratica del Congo, Ruanda
18. Zelotibia paucipapillata Russell-Smith & Murphy, 2005 — Repubblica Democratica del Congo
19. Zelotibia scobina Russell-Smith & Murphy, 2005 — Repubblica Democratica del Congo
20. Zelotibia simpula Russell-Smith & Murphy, 2005 — Repubblica Democratica del Congo, Kenya
21. Zelotibia subsessa Nzigidahera & Jocqué, 2009 — Burundi
22. Zelotibia supercilia Russell-Smith & Murphy, 2005 — Repubblica Democratica del Congo

### Sinonimi
- Zelotibia similis Russell-Smith & Murphy, 2005; posta in sinonimia con Z. paucipapillata Russell-Smith & Murphy, 2005 a seguito di uno studio degli aracnologi Nzigidahera & Jocqué del 2009[1].